# Sluderno
Sluderno (Schluderns in tedesco) è un comune italiano di 1 886 abitanti della provincia autonoma di Bolzano in Trentino-Alto Adige, sito nella Val Venosta.

## Origini del nome
Il toponimo è attestato come Sluderns nel 1163; probabilmente è di origine pre-romana e deriva da un termine che significa "palude".

## Storia
Dalla primavera del 2012 il comune attua un progetto per la salvaguardia del rinolofo maggiore, una delle specie di pipistrello maggiormente a rischio in Europa, di cui esiste una nutrita colonia nel solaio della chiesa parrocchiale, costantemente monitorata da un team di biologi.

### Stemma
Lo stemma, adottato nel 1967, è partito di argento e di rosso; nella metà argentea è raffigurata una mezza ruota di tortura nera (spezzata) con lame azzurre, mentre nella metà rossa è rappresentato un covone di grano d'oro. La ruota di tortura spezzata simboleggia santa Caterina, patrona del borgo, mentre il covone di grano sottolinea l'importanza della cerealicoltura per l'economia della zona.

## Monumenti e luoghi d'interesse
- Chiesa di Santa Caterina
- Castel Coira, posto a monte dell'abitato e risalente al XIII secolo. Di proprietà della nobile famiglia Trapp accoglie una delle più importanti collezioni di armature d'Europa.

## Società

### Ripartizione linguistica
La sua popolazione è per la quasi sua totalità di madrelingua tedesca:
| %      | Ripartizione linguistica (gruppi principali) |
| ------ | -------------------------------------------- |
| 96,66% | madrelingua tedesca                          |
| 3,22%  | madrelingua italiana                         |
| 0,12%  | madrelingua ladina                           |

### Evoluzione demografica
Abitanti censiti

## Cultura

### Eventi

#### I giochi medioevali
Dal 2005 a Sluderno si svolgono i giochi medioevali, una ricostruzione storica che parte dal Primo secolo d.C. e arriva fino al tardo Medioevo, all'interno del quale si trovano tendoni, stand, un ippodromo e un'arena, animati da oltre 500 attori provenienti da tutta Europa.
All'interno dell'area di 15 ettari si svolgono per alcuni giorni diverse manifestazioni, concerti, giochi e tornei, tra cui la Quintana, dove nobili cavalieri sono impegnati sui destrieri a far bella figura al cospetto delle damigelle. Altri momenti di interesse sono i concerti medievali, le dimostrazioni di rapaci, la scuola dei gladiatori e la corsa di carri romani. Tra le dimostrazioni più interessanti troviamo: un luogo di tortura, una esecuzione con la ghigliottina ad acqua e un processo per stregoneria.

## Infrastrutture e trasporti

### Strade
Presso il territorio comunale di Sluderno si intersecano tre strade statali:
- la strada statale 38 dello Stelvio proveniente dalla Valtellina, che attraversa la frazione di Spondigna, e giunge fino a Bolzano;
- la strada statale 41 di Val Monastero che partendo da Sluderno, giunge al confine svizzero presso Tubre;
- la strada statale 40 di Resia che partendo dalla frazione di Spondigna, giunge al confine austriaco presso il passo Resia di Curon Venosta.

### Ferrovie
Sluderno è servito dalla ferrovia della Val Venosta attraverso le stazioni di Sluderno-Glorenza e Spondigna-Prato.

## Amministrazione
| Periodo           | Periodo           | Primo cittadino     | Partito                                 | Carica                    | Note |
| ----------------- | ----------------- | ------------------- | --------------------------------------- | ------------------------- | ---- |
| 2005              | 2010              | Erwin Wegmann       | SVP                                     | Sindaco                   |      |
| 2010              | gennaio 2014      | Erwin Wegmann       | SVP                                     | Sindaco                   |      |
| gennaio 2014      | maggio 2014       | Anton Patscheider   | Nominato dal presidente della Provincia | Commissario straordinario |      |
| maggio 2014       | 4 dicembre 2015   | Erwin Wegmann       | Lista civica Bürgerliste Schluderns     | Sindaco                   |      |
| 4 dicembre 2015   | 8 maggio 2016     | Anton Patscheider   | Nominato dal presidente della Provincia | Commissario straordinario |      |
| 8 maggio 2016     | 22 settembre 2020 | Peter Paul Trafoier | SVP                                     | Sindaco                   |      |
| 22 settembre 2020 |                   | Heiko Hauser        | SVP                                     | Sindaco                   |      |